# براد فيلك
براد فيلك (بالإنجليزية: Brad Wilk)‏ (و. 1968  م) هو طبال، وموسيقي أمريكي، ولد في بورتلاند، أوريغون، يستخدم آلات طقم طبول، بدأ مشواره المهني سنة العقد 1990، وهو عضوٌ في ريج أغينست ذا ماشين، وذا سماشينغ بامبكنز.

## وصلات خارجية
- براد فيلك على موقع IMDb (الإنجليزية)
- براد فيلك على موقع الموسوعة البريطانية (الإنجليزية)
- براد فيلك على موقع ميوزك برينز (الإنجليزية)
- براد فيلك على موقع أول ميوزيك (الإنجليزية)
- براد فيلك على موقع ديسكوغز (الإنجليزية)
- براد فيلك على موقع قاعدة بيانات الفيلم (الإنجليزية)

- براد فيلك في قاعدة بيانات الأفلام على الإنترنت